# Jan Ploegh
Jan Anne Johannes Ploegh (Siegerswoude, 7 maart 1922 – Heerenveen, 14 april 2013) was een Nederlands voetballer en bestuurder.
Ploegh kwam in 1938, na slechts een half jaar in de jeugd gespeeld te hebben, in het eerste elftal van VV Heerenveen. Met die ploeg speelde hij als aanvaller tot 1950 in de Eerste klasse en won vanaf 1942 tot 1950 het Noordelijk kampioenschap voetbal. In het seizoen 1944/45 was er vanwege de oorlog geen competitie. Met Abe Lenstra en Henny Jonkman vormde hij de aanval van Heerenveen. In die periode werd Ploegh meermaals gevraagd voor het Nederlands voetbalelftal, maar wees de uitnodigingen af, omdat hij dat niet kon combineren met zijn studie diergeneeskunde aan de Universiteit Utrecht. Als hij in Utrecht was trainde hij doordeweeks bij SV Kampong, maar speelde in het weekend voor Heerenveen. Ploegh kwam wel uit voor het Noordelijk elftal.
Voor zijn maatschappelijke loopbaan verhuisde hij naar Zoetermeer en hij was onder meer adjunct-directeur bij Nutricia. Na zijn pensionering keerde hij terug naar Friesland.